# Goodooga Airport
Goodooga Airport är en flygplats i Australien. Den ligger i kommunen Brewarrina och delstaten New South Wales, i den sydöstra delen av landet, omkring 640 kilometer nordväst om delstatshuvudstaden Sydney. Goodooga Airport ligger 142 meter över havet.
Trakten runt Goodooga Airport är nära nog obefolkad, med mindre än två invånare per kvadratkilometer.. Närmaste större samhälle är Goodooga, nära Goodooga Airport.
Omgivningarna runt Goodooga Airport är i huvudsak ett öppet busklandskap. Genomsnittlig årsnederbörd är 413 millimeter. Den regnigaste månaden är februari, med i genomsnitt 70 mm nederbörd, och den torraste är oktober, med 2 mm nederbörd.